# Harvey Dubner
Harvey Dubner (?, 14 juillet 1928 - New Jersey, 23 octobre 2019) est un mathématicien et ingénieur américain originaire du New Jersey, célèbre pour ses travaux sur les nombres premiers élevés. 

## Travaux
En 1984, il développe avec son fils Robert le Dubner cruncher (littéralement le broyeur de Dubner), un circuit doté d'une puce commerciale avec filtre à réponse impulsionnelle finie afin d'augmenter considérablement la vitesse de multiplication de nombres moyens en multiprécision, à des vitesses comparables à celles des supercalculateurs de l'époque, bien qu'aujourd'hui ce genre de calculs passent par l'intégration d’algorithmes FFT sur des ordinateurs personnels.
Il a trouvé un grand nombre de nombres premiers élevés particuliers : répunits, nombres de Fibonacci premiers, nombres de Lucas, nombres premiers jumeaux, nombres premiers de Sophie Germain, et nombres premiers en progression arithmétique. En 1993, il avait découvert plus de la moitié des nombres premiers de plus de deux mille chiffres connus alors.
On attribue à Dubner l'invention du premier système de comptage des points au blackjack (The High Low Count) utilisé par la plupart des joueurs qui comptent les cartes au blackjack aujourd'hui. Cette technique fut présentée lors de la Fall Joint Computer Conference qui eut lieu à Las Vegas en 1963 lors d'une conférence intitulée L'utilisation de l'ordinateur dans les jeux de chance et de hasard ("Using Computers in Games of Chance and Skill").